# Mildred Muis
Mildred Muis (* 28. Juli 1968 in Amsterdam) ist eine ehemalige niederländische Schwimmerin. Sie gewann eine olympische Silbermedaille, eine Silbermedaille und zwei Bronzemedaillen bei Weltmeisterschaften sowie vier Silbermedaillen und eine Bronzemedaille bei Europameisterschaften.

## Sportliche Karriere
Die 1,85 m große Mildred Muis gewann ihre erste internationale Medaille bei den Schwimmeuropameisterschaften 1985, als die niederländische 4-mal-200-Meter-Freistilstaffel mit Conny van Bentum, Mildred Muis, Ilse Oegema und Jolande van der Meer den zweiten Platz hinter der DDR-Staffel belegte. 1986 bei den Weltmeisterschaften in Madrid belegte Mildred Muis den achten Platz auf der 200-Meter-Lagenstrecke. Die niederländische 4-mal-200-Meter-Freistilstaffel mit Annemarie Verstappen, Jolande van der Meer, Marianne Muis und Conny van Bentum erschwamm die Bronzemedaille hinter den Staffeln aus der DDR und aus den Vereinigten Staaten. Mildred Muis erhielt ebenfalls eine Bronzemedaille, da sie im Vorlauf mitschwamm. Im Juli 1987 fand in Zagreb die Universiade statt. Mildred Muis gewann Gold mit der 4-mal-100-Meter-Freistilstaffel, Silber mit der 4-mal-200-Meter-Freistilstaffel und Bronze mit der 4-mal-100-Meter-Lagenstaffel. Außerdem erkämpfte sie die Silbermedaille über 200 Meter Lagen und die Bronzemedaille über 100 Meter Freistil. Im August fanden die Schwimmeuropameisterschaften 1987 in Straßburg statt. Dort belegte Mildred Muis den fünften Platz über 200 Meter Freistil. Die 4-mal-100-Meter-Freistilstaffel mit Marianne Muis, Diana van der Plaats, Mildred Muis und Karin Brienesse erhielt die Silbermedaille hinter der Staffel aus der DDR. Bei den Olympischen Spielen 1988 in Seoul trat Mildred Muis in drei Disziplinen an. Zunächst schwamm sie im Vorlauf des 400-Meter-Lagenwettbewerbs auf den 21. Rang, ihre Schwester Marianne lag einen Platz vor ihr. Nur die ersten 16 Schwimmerinnen der Vorläufe erreichten das A- oder B-Finale. In der 4-mal-100-Meter-Freistilstaffel erreichten Conny van Bentum, Marianne Muis, Mildred Muis und Diana van der Plaats als Vorlaufsiegerinnen das Finale. In der Entscheidung siegte die Staffel aus der DDR vor der niederländischen Staffel mit Marianne und Mildred Muis, Conny van Bentum und Karin Brienesse und der Staffel aus den Vereinigten Staaten. Schließlich erreichte Mildred Muis das B-Finale über 200 Meter Lagen und belegte den neunten Platz in der Gesamtwertung.
Bei den Schwimmeuropameisterschaften 1989 erreichte Mildred Muis vier Endläufe. Die niederländische 4-mal-100-Meter-Freistilstaffel mit Diana van der Plaats, Marieke Mastenbroek, Mildred Muis und Marianne Muis gewann die Silbermedaille hinter der Staffel aus der DDR. Gleiches gelang der 4-mal-200-Meter-Freistilstaffel mit Diana van der Plaats, Kirsten Silvester sowie Mildred und Marianne Muis. Mildred Muis belegte außerdem den fünften Platz über 100 Meter Freistil und gewann die Bronzemedaille über 200 Meter Lagen. 1991 nahm Mildred Muis an den Weltmeisterschaften in Perth teil. Sie belegte den achten Platz über 200 Meter Lagen. In der 4-mal-200-Meter-Freistilstaffel siegte die deutsche Mannschaft vor der niederländischen Staffel mit Marianne Muis, Manon Masseurs, Mildred Muis und Karin Brienesse. Den Wettbewerb der 4-mal-100-Meter-Fresitilstaffel gewann die Staffel aus den Vereinigten Staaten vor der deutschen Staffel, dahinter schwammen Mildred Muis, Inge de Bruijn, Marianne Muis und Karin Brienesse auf den dritten Platz. 1992 bei den Olympischen Spielen in Barcelona schwamm Mildred Muis zunächst auf den 13. Platz über 100 Meter Freistil. Die 4-mal-100-Meter-Freistilstaffel mit Diane van der Plaats, Mildred und Marianne Muis sowie Karin Brienesse erreichte den fünften Platz. Schließlich belegte Mildred Muis den 19. Platz über 200 Meter Lagen.